# Besnat Jere
Besnat Hellen Jere (sinh ngày 4 tháng 5 năm 1952)  là một chính trị gia Zambia. Bà đã từng là thành viên của Quốc hội cho Luôngen từ năm 2002 đến năm 2006.

## Tiểu sử
Trước khi tham gia chính trị, Jere là một nông dân. Bà là ứng cử viên của Đảng Độc lập Quốc gia Thống nhất (UNIP) tại Luangeni trong cuộc tổng tuyển cử năm 2001 và được bầu vào Quốc hội với đa số 2.027 phiếu. Trong nhiệm kỳ đầu tiên tại quốc hội, cô là thành viên của Quốc hội Liên minh châu Phi.
Trong cuộc tổng tuyển cử năm 2006, UNIP đã gia nhập liên minh Liên minh Dân chủ Thống nhất, với Jere được đề cử là ứng cử viên của liên minh tại Luangeni. Tuy nhiên, cô đứng thứ ba sau Angela Cifire của Phong trào Dân chủ đa đảng và Charles Zulu của Mặt trận Yêu nước.